# Aroa Rodríguez
Aroa Rodríguez (Ibiza, 12 de febrero de 1996) es una actriz y modelo española, más conocida por interpretar el papel de Cinta Domínguez Del Campo en la telenovela Acacias 38.

## Biografía
Aroa Rodríguez nació el 12 de febrero de 1996 en la isla de Ibiza (España), desde temprana edad mostró inclinación por la actuación.

## Carrera
Aroa Rodríguez , ibicenca con alma andaluza, comenzó  su formación como actriz estudiando bachillerato de arte dramático en  Irlanda y continuó como estudiante en el laboratorio de interpretación de Sevilla.  Durante los últimos años a realizado cursos de interpretación ante la cámara, análisis órganico del texto e interpretación impartidos por Carlos sedes y  John Strasgberg.
En 2009 debutó en la pantalla chica con el papel de Nuria en la película After dirigida por Alberto Rodríguez  con el que más tarde volvería a trabajar en la serie La peste. Aunque ya había trabajado como actriz en pequeños papeles como Arantxa en la serie Hospital Central.  
En 2013 interpretó Aroa como protagonista en el cortometraje “All the Little Things” dirigida por Gary Kenneally.
Uno de los papeles más reconocidos de Aroa ha sido el personaje de Cinta Domínguez en la telenovela que se transmite por La 1 Acacias 38  , una joven que sueña con ser una artista de renombre como su madre, con una trama cómica que da un aire fresco y divertido con su rebeldía y espontaneidad. Es una serie diaria producida por Boomerang TV que se  emitía  en RTVE. Trabaja  junto a actores como Manuel Bandera, María Gracia, José Pastor y Aria Bedmar. En 2021 ocupó el papel de Elvira en la serie La templanza. 
Aroa se introduce en un nuevo género en 2021, interpretando a Kala, un nuevo personaje que se incorpora en la segunda temporada de “LA UNIDAD”, un thriller policiaco dirigido por Dani De la Torre para MOVISTAR+. 

## Filmografía

### Cine
| Año  | Título                | Personaje | Director                  |
| ---- | --------------------- | --------- | ------------------------- |
| 2009 | After                 | Nuria     | Alberto Rodríguez Librero |
| 2013 | All the Little Things | Aroa      | Gary Kenneally            |

### Televisión
| Año       | Título           | Personaje       | Notas         |
| --------- | ---------------- | --------------- | ------------- |
| 2009      | Hospital Central | Arantxa         | 1 episodio    |
| 2018      | La peste         |                 | 1 episodio    |
| 2019-2021 | Acacias 38       | Cinta Domínguez | 265 episodios |
| 2021      | La templanza     | Elvira          | 1 episodio    |
| 2022      | La unidad        | Kala            | 6 episodios   |